# Platygaster pseudotsugae
Platygaster pseudotsugae är en stekelart som beskrevs av Macgown 1979. Platygaster pseudotsugae ingår i släktet Platygaster och familjen gallmyggesteklar. Inga underarter finns listade i Catalogue of Life.